# سامح زقوت
سامح زقوت مغني راب فلسطيني من الرملة. تتميز موسيقاه بمواضيع الهوية العربية والعربية وتدعو إلى حل سلمي للصراع العربي الإسرائيلي. كان موضوع الفيلم الوثائقي "Saz": مغني الراب الفلسطيني من أجل التغيير.